# Секі Кадзуто
Секі Кадзуто (11 вересня 1975) — японський яхтсмен.
Бронзовий призер Олімпійських Ігор 2004 року в класі 470.